# Yogi Berra
Pour les articles homonymes, voir Berra (homonymie).
Lawrence Peter Berra dit Yogi Berra (né le 12 mai 1925 à Saint-Louis (Missouri), et mort le 22 septembre 2015 à West Caldwell (New Jersey)) est un joueur de baseball de la MLB qui fut receveur et gérant de l'équipe des Yankees de New York.  Il est aussi connu pour de nombreux aphorismes d'apparence tautologique ou paradoxale, comme cette citation célèbre « It ain't over till it's over (Ce n'est pas fini tant que c'est pas fini) ».

## Carrière
Berra a fait ses débuts en 1946 avec les Yankees. À l'époque, les Yankees étaient la meilleure équipe de l'histoire des Ligues majeures de baseball et ont gagné la Ligue américaine 14 fois pendant les 19 saisons que Berra a jouées, dont 10 victoires aux Séries mondiales. Berra est classé premier pour les victoires aux Séries mondiales ; son coéquipier Joe DiMaggio est classé deuxième avec 9 victoires en 13 saisons avec les Yankees.
Berra fut receveur ce qui est considéré comme l'une des positions les plus fatigantes sur le terrain. Mais Berra a démontré qu'il était parmi les meilleurs frappeurs de la Ligue, accumulant trois titres du meilleur joueur des ligues majeures en 1951, 1954 et 1955. Durant les années 1950 les Yankees ont dominé le vote, avec 5 des titres du meilleur joueur étant octroyés à un membre des Yankees en 10 ans. Berra en a gagné 3, avec 88 points produits en 1951, 124 en 1954 et 108 en 1955. En 1958 il a enregistré un pourcentage défensif de 100 %, l'une des rares fois qu'un receveur l'a réussi. Berra a aussi enregistré 263 apparitions aux autres postes, dont 260 comme joueur de champ extérieur.
Aux Séries mondiales il a enregistré une moyenne de 0,274 en comparaison avec 0,285 pour la saison régulière. Il a enregistré 12 circuits 32 points produits et 41 points en 75 parties. Il était aussi le receveur quand Don Larsen a lancé son match parfait lors de la Série mondiale en 1956. Le receveur doit habituellement s'accorder avec le lanceur pour décider la position et le type du lancer. Ayant joué le plus grand nombre de Séries mondiales, Berra détient le record pour les parties jouées, présences au bâton, coups sûrs, simples et doubles.
À la fin de sa carrière il est devenu manager des Yankees pour une saison avant de rejoindre les Mets de New York comme gérant en 1972 et a remporté la Ligue nationale avec les Mets en 1973. À la fin de sa carrière il a enregistré 484 victoires pour 444 défaites et un pourcentage de victoires de 52,2 %.

## Mort
Yogi Berra meurt dans son sommeil de causes naturelles à l'âge de 90 ans.

## Palmarès
- Champion de la Ligue américaine 14 fois.
- Vainqueur de la Série mondiale 10 fois
- Meilleur joueur des Ligues majeures en 1951, 1954 et 1955
- Manager des champions de la Ligue américaine en 1964
- Manager des champions de la Ligue nationale en 1973

## Statistiques
| G    | AB   | R    | H    | 2B  | 3B | HR  | RBI  | SB | BB  | BA    | OBP   | SLG   | TB   | SH | HBP |
| 2120 | 7555 | 1175 | 2150 | 321 | 49 | 358 | 1430 | 30 | 704 | 0,285 | 0,348 | 0,482 | 3643 | 9  | 52  |

## Yogi-ismes
Berra était bien connu pour ses commentaires lapidaires impromptus, ses malapropismes et ses mots d'esprit apparemment involontaires, connus sous le nom de « yogi-ismes ». Ils prenaient très souvent la forme soit d'une apparente tautologie, soit d'une contradiction, mais souvent avec un message sous-jacent et puissant qui offrait non seulement de l'humour, mais aussi de la sagesse. Le journaliste sportif Allen Barra les a décrits comme des « morceaux de sagesse distillés qui, comme les bonnes chansons country et les vieux films de John Wayne, découvrent rapidement la vérité ».

### Exemples
Ci-dessous quelques perles :
- « Ce n'est pas fini tant que ce n'est pas fini. » Au moment où il a dit cela, en juillet 1973, les Mets de Berra suivaient les Cubs de Chicago de 9 ½ matchs dans la Ligue nationale Est . Les Mets se sont ralliés pour remporter le titre de division lors de leur avant-dernier match de la saison régulière, et ont finalement atteint la Série mondiale. Cette phrase est utilisée par Lenny Kravitz en 1991 comme titre de sa chanson It Ain't Over 'til It's Over ;
- « C'est encore du déjà vu ». Berra a expliqué que cette citation est née lorsqu'il a vu Mickey Mantle et Roger Maris frapper à plusieurs reprises des coups de circuit consécutifs au cours des saisons des Yankees au début des années 1960 ;
- « Vous pouvez observer beaucoup en regardant. » ;
- En donnant des directions à Joe Garagiola, Sr. jusqu'à son domicile dans le New Jersey, qui était accessible par deux voies : « Quand vous arrivez à un embranchement, prenez-le ».
- Sur les raisons pour lesquelles il n'allait plus au Rigazzi's, un restaurant de Saint-Louis : « Plus personne n'y va. Il y a trop de monde » ;
- « Allez toujours aux funérailles des autres, sinon ils n'iront pas aux vôtres » ;
- « 90 % du jeu est à moitié mental. » (Ceci est parfois rendu comme « Le baseball est à 90 pour cent mental. L'autre moitié est physique. »).